# San Martin (1580)
«San Martin» («Святий Мартин») — флагманський галеон Алонсо Переса де Гусмана герцога Медіна-Сідонія, командувача Непереможної Армади.

## Історія
Спущений на воду 1580 як португальський галеон «São Martinho». Того року помер король Португалії Енріке І і новим монархом став Філіп ІІ Іспанський і галеон номінально опинився під іспанським командуванням. Під командуванням маркіза Санта-Круз брав участь 26 липня 1582 у битві під Понта-Делгадо, де іспано-португальська ескадра з 96 кораблів розбила франко-португальську ескадру з 60 кораблів претендента на трон Португалії Антоніо, пріора Крату (ісп. Antonio, prior de Crato). У Непереможній армаді входив до складу Португальської ескадри з 10 галеонів.
При проходженні Ла-Маншу (31 липня — 8 серпня) брав участь у сутичках з англійським флотом. 8 серпня під Гравеліном «San Martin» отримав близько 200 попадань з атакуючих 12 англійських галеонів, зазнавши пошкоджень корпусу, такелажу, втрати вбитими і пораненими майже половини екіпажу. Разом з галеоном «São Mateus» був відправлений у зворотний шлях. Галеон 21 серпня увійшов до порту Сантандер на півночі Іспанії. Згідно з наказом Філіпа ІІ належало розібрати кораблі Армади, ремонт яких був фінансово недоцільним. Подальші згадки про «San Martin» відсутні.